# Țenovo, Ruse
Țenovo (în bulgară Ценово) este un sat în comuna Țenovo, regiunea Ruse,  Bulgaria. 

## Demografie
Componența etnică a satului Țenovo
     Bulgari (77,32%)
     Turci (8,04%)
     Romi (9,87%)
     Nicio identificare (4,55%)
     Altele (0,18%)
La recensământul din 2011, populația satului Țenovo era de 1.579 locuitori. Din punct de vedere etnic, majoritatea locuitorilor (77,32%) erau bulgari, existând și minorități de romi (9,87%) și turci (8,04%). Pentru 4,55% din locuitori nu este cunoscută apartenența etnică.